# 지하디즘

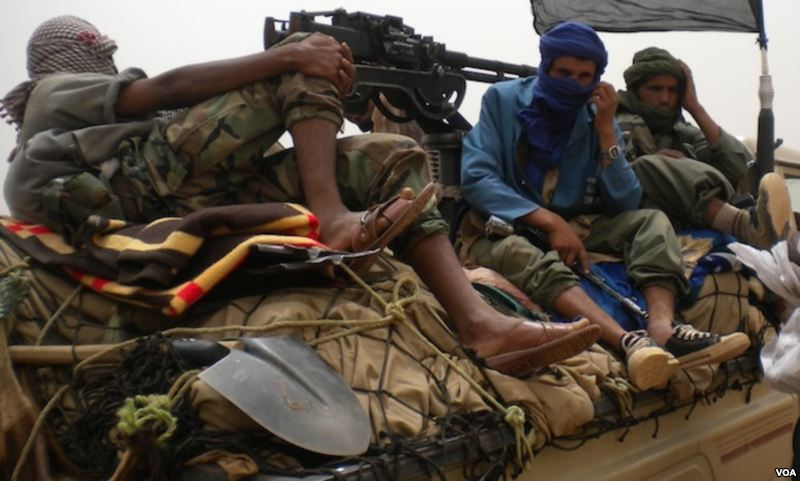

지하디즘(지하디스트 극단주의, 지하디스트 운동의 총칭, Jihadism)은 지하드(Jihad)와 주의(主義, -ism)의 합성어로 이슬람 근본주의 하의 무장 투쟁을 의미한다. 지하드란 이슬람 용어로 무슬림의 종교적 의무를 뜻하며 아랍어로는 투쟁이나 저항을 뜻한다. 지하드에 종사하는 사람을 무자히드라고 칭하며 여러 사람일 경우 무자히딘이라고 칭한다.
지하디즘이라는 용어는 19세기 후반 20세기 초 당시 이슬람 부흥운동(Islamic revivalism) 이념의 발전에 기원한다. 1979년 소비에트 연방의 아프가니스탄 침공 이후로 지하디즘은 부상했고, 1990년대부터 2000년대까지 선전으로 재생산되었다. 현재 지하디즘은 1980년대부터 1990년대 알카에다 조직이 조명되고 2001년 9.11 테러를 기점으로 이슬람의 테러리즘과 게릴라 전쟁을 통칭하는 용어가 되었다.

## 종교 간 갈등

### 반 시크교
19세기 초, 시크교 권력에 저항하고 공격하기 위한 지하디즘 세력이 사이드 아흐메드 바렐비에 의해 형성됐다. 형성된 지하디즘 저항 세력은 영국에 초점을 두기 전에 인도 서부 펀자브(Punjab)지역에 집중되어 있던 시크교 권력에 공격을 가했다. 1826년부터 1831년 사이에 왈리울라(Waliullah)의 가르침은 시크교도에 반대하는 지하디즘에 직접적인 영향을 미쳤다.

### 반 이교도
무함마드 생존 당시, 메카 내부를 포함해 이교도에 대한 광범위한 박해가 존재했다. 예언자 무함마드가 직접 참여했던 바드르 전투와 트렌치 전투가 이교도에 대한 박해의 단적인 사례이다.

## 같이 보기
- 이마라트 캅카스
- 지배주의 신학
- 이슬람 극단주의
- 이슬람주의
- 무자헤딘
- 살라프파